# Cuello volcánico

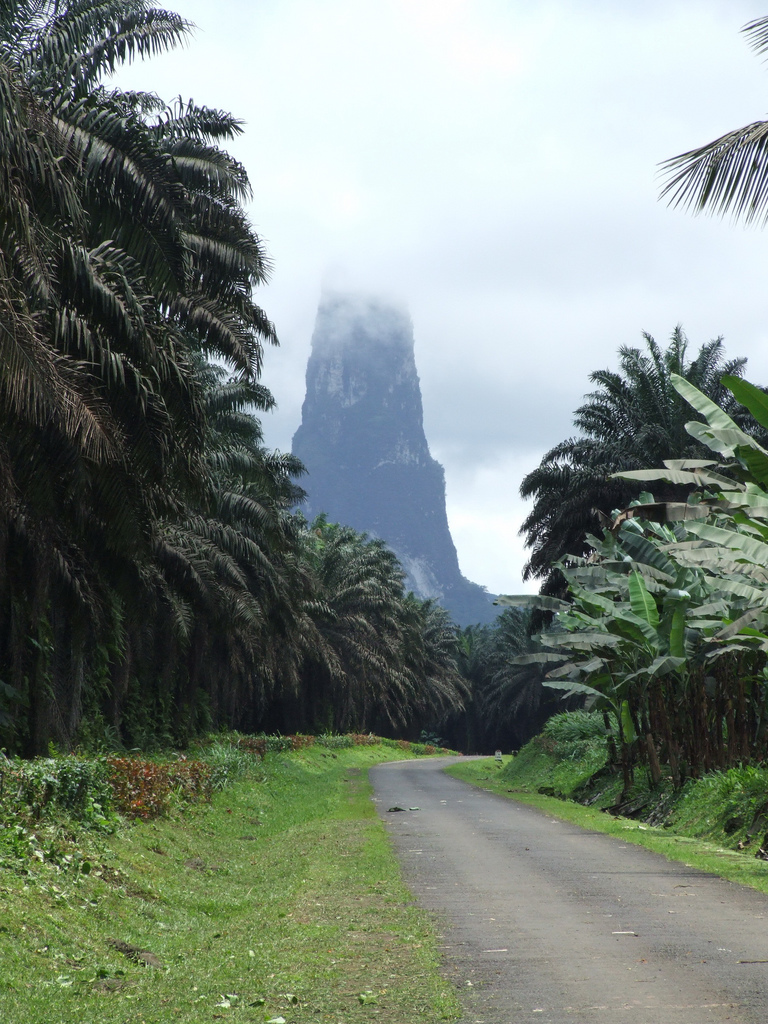
El pico Cão Grande, tapón volcánico en la isla de Santo Tomé (Santo Tomé y Príncipe), que se eleva más de 300 m sobre los alrededores.

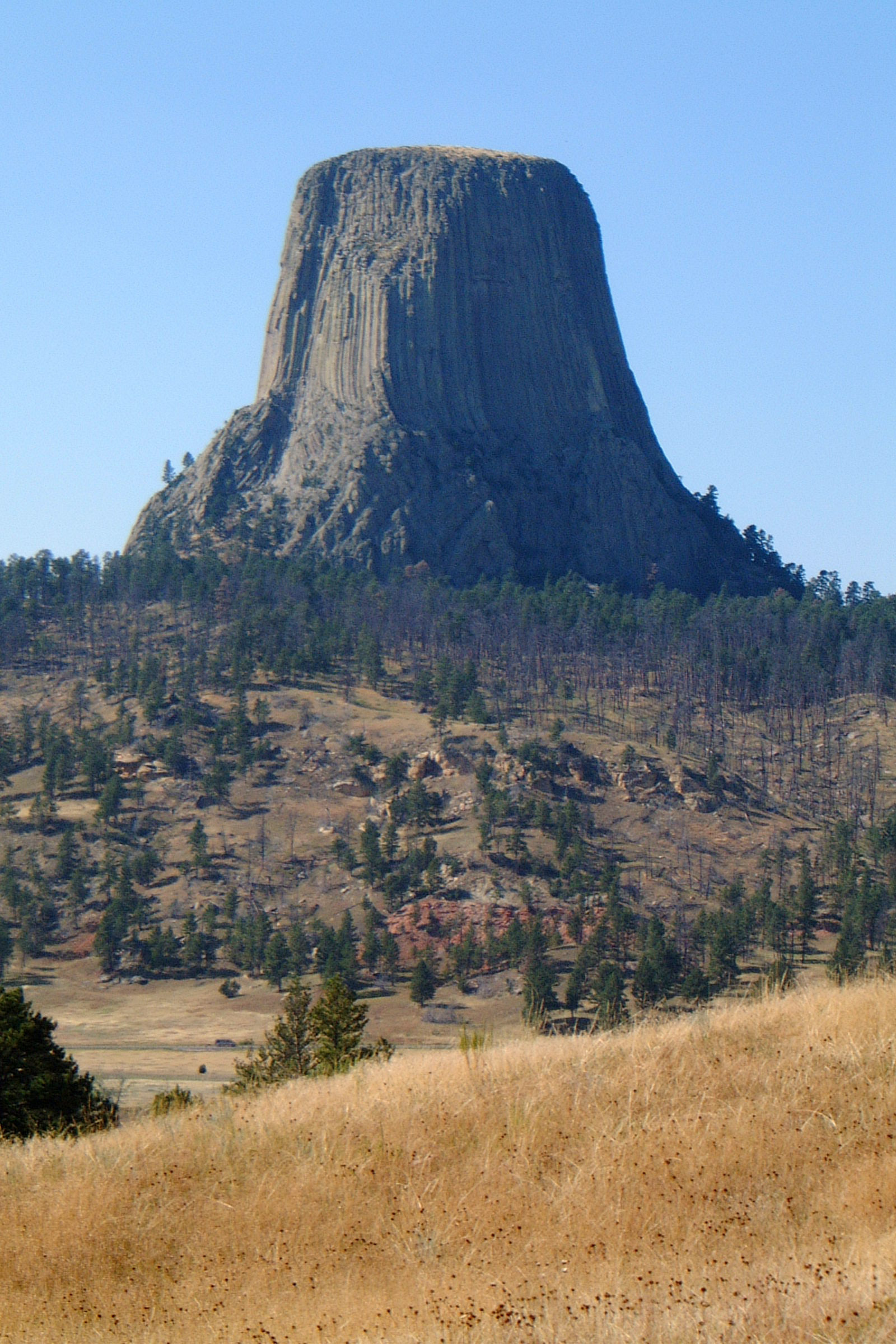
La Torre del Diablo está formada por una antigua chimenea volcánica donde el enfriamiento de la lava ha dado origen a la aparición de columnas basálticas

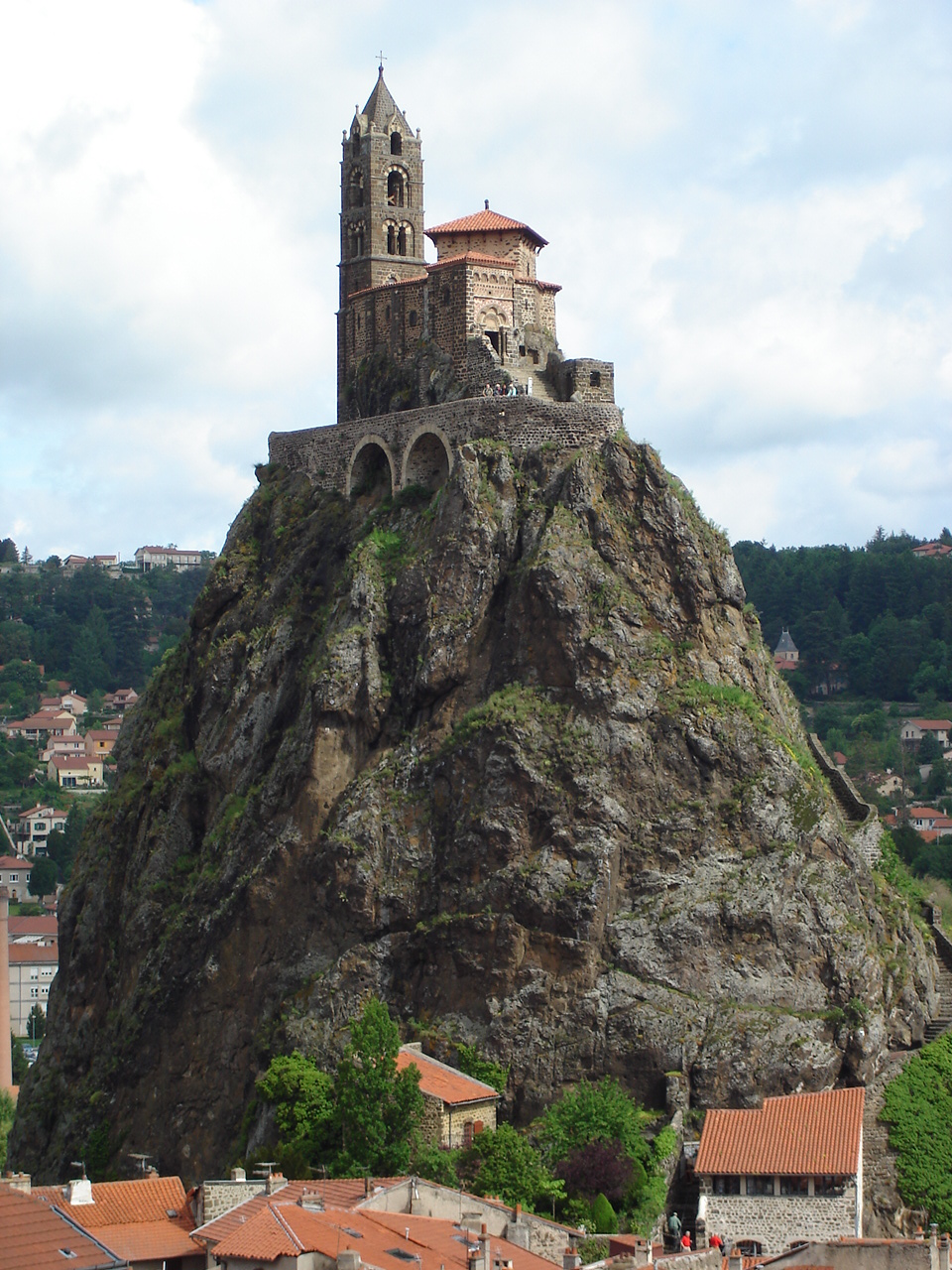
Capilla de Saint Michel d'Aiguilhe, cuya construcción se inició en 969, cerca de Le Puy-en-Velay en Francia. El tapón volcánico se eleva unos 85 m por encima de los alrededores.

Un cuello o tapón volcánico (a veces referido como neck, nombre en inglés) es una forma del relieve de origen volcánico que se crea cuando la lava se endurece dentro de un filón, de una colada o incluso en el cráter de un volcán activo. Se compone de un conjunto de bloques angulares que se solidificó en la chimenea del volcán y que suelen ser más masivas que el cono mismo. Su estructura es resistente a la erosión, por lo que una vez que el cono se erosiona, este cuello permanece como una aguja relicta del cono desaparecido.
El magma solidificado, junto con los materiales volcánicos fragmentarios y las rocas de pared, pueden conservarse en los conductos de alimentación de un volcán tras el cese de la actividad. Estas rocas preservadas forman masas aproximadamente cilíndricas, de las que sobresalen diques radiantes; pueden visualizarse como los restos fósiles de las entrañas de un volcán (el llamado "sistema de tuberías volcánicas") y se denominan tapones o cuellos volcánicos. El material ígneo de un tapón puede tener una composición similar a la de las lavas o cenizas asociadas, pero también puede incluir fragmentos y bloques de rocas más densas y de grano más grueso -con mayor contenido en hierro y magnesio y menor en silicio- que se cree que son muestras de la corteza profunda de la Tierra o del manto superior arrancadas y transportadas por el magma ascendente. Muchos tapones y cuellos están compuestos en gran parte o en su totalidad por material volcánico fragmentario y por fragmentos de roca madre, que pueden ser de cualquier tipo. Los tapones que llevan una huella especialmente fuerte de erupción explosiva de magma muy cargado de gas se denominan diatremas o toba-brecha.
Los tapones volcánicos pueden variar significativamente en tamaño, con alturas que van desde unos pocos metros hasta más de 1,000 metros y diámetros de unos pocos metros hasta varios cientos. Las características físicas del magma, así como las condiciones geológicas locales, juegan un papel importante en determinar su apariencia y tamaño final.
Se cree que los tapones volcánicos recubren un cuerpo de magma que puede estar todavía en gran parte líquido o completamente sólido, dependiendo del estado de actividad del volcán. Se sabe, o se postula, que los tapones suelen tener forma de embudo y que se estrechan hacia abajo en cuerpos cada vez más elípticos en planta o alargados a formas de dique. Normalmente, los tapones y cuellos volcánicos tienden a ser más resistentes a la erosión que las formaciones rocosas que los rodean. Así, después de que el volcán quede inactivo y profundamente erosionado, el tapón exhumado puede erigirse en un audaz relieve como una estructura irregular y columnar. Una de las diatremas más conocidas y espectaculares de Estados Unidos es Ship Rock, en Nuevo México, que se eleva a unos 700 pies por encima de las llanuras circundantes, más profundamente erosionadas. Los tapones volcánicos, incluidas las diatremas, se encuentran en otros lugares del oeste de Estados Unidos y también en Alemania, Sudáfrica, Tanzania y Siberia.

## Estructura de un tapón volcánico
El magma sólido, los fragmentos de roca de la pared y los materiales volcánicos se conservan tras el cese de la actividad volcánica. Se almacenan en el tubo del volcán. El material ígneo de un tapón puede tener una composición que puede estar relacionada con la de la lava o la ceniza. Sin embargo, su composición puede comprender sedimentos de rocas más densas y de grano más grueso, que son ricos en magnesio y hierro. Los tapones volcánicos suponen una masa de lava que puede estar en forma líquida o sólida. Se percibe que los tapones tienen forma de embudo y se estrechan en cuerpos estirados hasta alcanzar formas de dique.
Productos de la actividad volcánica ígnea, los cuellos volcánicos y las diatremas (tubos de gas) son masas de lava, aglomerados y brechas en forma de tubo que ocupan los antiguos conductos por los que las lavas y otros eyectados llegaban a la superficie terrestre, y que hoy forman rasgos geomórficos que reflejan la erosión diferencial de los distintos materiales. En la mayoría de los casos, el cuello volcánico o "tapón" se levanta como un tocón, un peñasco o una torre. En otros, la roca resistente y de grano fino de la zona de enfriamiento de la extrusión, o la zona adyacente cocida o silicificada de la roca del país, es más resistente a la intemperie que el centro del tubo; en este caso, este último es erosionado como una cuenca poco profunda y las rocas de la pared alteradas actúan como una barrera alrededor o en un lado.

## Dimensiones y características
Las dimensiones de los cuellos volcánicos pueden variar significativamente, pero existen algunas características generales y parámetros que influyen en su tamaño y forma.
Altura
La altura de un taponamiento volcánico depende de varios factores, como la altura del volcán original, la tasa de erosión y la composición de la roca circundante. En general, el tapón suele ser alto en relación con el paisaje circundante, ya que el magma que forma el tapón es más resistente a la meteorización que las rocas volcánicas y piroclásticas circundantes. La altura puede variar desde unos pocos metros hasta cientos de metros, dependiendo de la intensidad de la erupción original y la cantidad de erosión a lo largo del tiempo. Por ejemplo, el Devil's Tower en Wyoming, EE. UU., tiene una altura de aproximadamente 390 metros (1,280 pies), mientras que otros tapones pueden elevarse solo unos pocos metros.
Diámetro
El diámetro de un taponamiento volcánico también puede variar mucho. Típicamente, representa el ancho del conducto o vent que una vez estuvo lleno de magma. El diámetro puede ser pequeño (unos pocos metros) o incluso superar los cientos de metros, dependiendo del tamaño de la chimenea original del volcán. Los tapones pueden tener diámetros desde 10 metros hasta más de 1,000 metros, aunque los diámetros de 100 a 300 metros no son infrecuentes.
Forma
La forma de los taponamientos volcánicos suele ser aproximadamente cilíndrica o cónica, aunque esto puede modificarse por la topografía circundante y los procesos de erosión. La forma también está influenciada por si el tapón representa un solo conducto o múltiples canales de alimentación interconectados.

### Parámetros que influyen en las dimensiones
El tamaño y volumen de la estructura volcánica original determinan la cantidad de material presente en el conducto y, por extensión, el tamaño del tapón que queda. Los volcanes más grandes, con erupciones más intensas, tienden a formar tapones más grandes.
La tasa de erosión, especialmente después de que el volcán se ha vuelto inactivo o extinto, juega un papel significativo en determinar el tamaño final del tapón. Si la erosión es lenta, el tapón puede permanecer relativamente grande y prominente. Por el contrario, en áreas con alta lluvia o vientos fuertes, los tapones pueden erosionarse con mayor rapidez, lo que resulta en características más pequeñas y menos definidas. En regiones con alta pluviosidad o donde existieron glaciares, la erosión puede ser más rápida, lo que reduce el tamaño de un taponamiento volcánico.
La composición del magma que se solidificó en el conducto influye significativamente en la resistencia del tapón a la erosión. Los tapones formados por rocas más duras y resistentes, como el basalto o el riolito, son más propensos a mantenerse prominentes durante más tiempo. Las rocas más blandas, como la andesita, pueden erosionarse más rápidamente, lo que da lugar a tapones más pequeños con el tiempo. La viscosidad del magma también juega un papel importante. Los magmas de alta viscosidad, como el riolito y el dacita, tienden a formar tapones más gruesos y sólidos. Estos materiales son menos propensos a erosionarse que los basalto de baja viscosidad, que fluyen más fácilmente y forman flujos de lava más grandes, pero podrían no dejar un tapón tan prominente.
El tipo de erupción puede influir tanto en el tamaño como en la forma del taponamiento volcánico. Los tapones suelen formarse a partir de domos de lava o flujos de lava que se solidifican en el conducto volcánico. Las erupciones más constantes que producen flujos de lava continuos o la extrusión de magma hacia el vent llevan a la formación de tapones más grandes y prominentes. En contraste, las erupciones explosivas que expulsan cenizas y material piroclástico tienden a erosionar rápidamente el material circundante, dejando un tapón menos intacto.
La ubicación del volcán también influye en cuánto tiempo permanece el tapón expuesto. En áreas tectónicamente activas, la erosión puede ser más intensa debido al movimiento de las placas tectónicas, fallas y exposición a procesos de meteorización. Por el contrario, las áreas con tectónica estable pueden experimentar una erosión más lenta y características más pronunciadas.
La profundidad a la que se encuentra la cámara magmática y cuán profundo se extiende la chimenea afecta el tamaño del tapón. Las cámaras magmáticas que están más profundas bajo la tierra pueden dar lugar a tapones más pequeños en la superficie, mientras que los sistemas más superficiales pueden producir tapones más grandes y expuestos.

## Ejemplares notables
La Torre del Diablo, en Wyoming (Estados Unidos) es probablemente, el ejemplo más característico y bien conservado de un neck o cuello volcánico y, al estar formado por basalto, ha dado origen a un ejemplo de columnas basálticas. Este es uno de los ejemplos más famosos de un tapón volcánico. Su altura de 390 metros (1,280 pies) y su base relativamente estrecha (alrededor de 250 metros de diámetro) muestran el tamaño que un tapón volcánico puede alcanzar cuando el material volcánico circundante se ha erosionado suficientemente.
Los alrededores de la localidad camerunesa de Rhumsiki albergan algunas decenas de cuellos volcánicos.
El castillo de Edimburgo se asienta sobre un tapón volcánico, conocido como Castle Rock (roca del castillo).
| |
| El castillo de Edimburgo se asienta sobre un tapón volcánico, conocido como Castle Rock (roca del castillo). |

|                                                                    |
| Tapón volcánico en el Bosque Nacional de Ochoco de Oregón, EE. UU. |

|                                           |
| Fortaleza de la Roca Sigiriya, Sri Lanka. |

|                                                                                            |
| Petit Piton en Santa Lucía, parte de un sitio del Patrimonio de la Humanidad de la UNESCO. |

|                                                   |
| Castillo Trosky ("Panna" Tower), República checa. |

|                        |
| Taung Kalat, Birmania. |

|                                              |
| Cuello volcánico cerca de Rhumsiki, Camerún. |

|                                                           |
| Roque Nublo, símbolo de la isla de Gran Canaria (España). |

|                                                                                     |
| Dent de la Rancune, un sitio de escalada desafiante en la Chaîne des Puys, Francia. |

|                                                                                   |
| Roca Partida, una de las islas del archipiélago de Revillagigedo, Colima, México. |

| |
| El Dedo de Sainte Anne (Doigt de Sainte Anne), un pico fonolítico que bordea la bahía de Larose, en la península de Galliéni, al sur de Grande Terre, archipiélago de las islas Kerguelen, en las Tierras Australes y Antárticas Francesas. |